# Nick Garcia
Nick Garcia (født 9. april 1979 i Plano, Texas, USA) er en amerikansk tidligere fodboldspiller (forsvarer).
Garcia tilbragte hele sin karriere i den hjemlige Major League Soccer-liga, hvor han repræsenterede henholdsvis Kansas City Wizards, San Jose Earthquakes og Toronto FC. Længst tid (8 år) tilbragte han hos Kansas City, hvor han var blandt andet med til at vinde det amerikanske mesterskab i år 2000.
På landsholdsplan spillede Garcia seks kampe for det amerikanske landshold. Han debuterede for holdet 18. januar 2003 i en venskabskamp mod Canada.

## Titler
Major League Soccer
- 2000 med Kansas City Wizards

U.S Open Cup
- 2004 med Kansas City Wizards

Canadisk mesterskab
- 2009 og 2010 med Toronto FC